# Lora Szafran

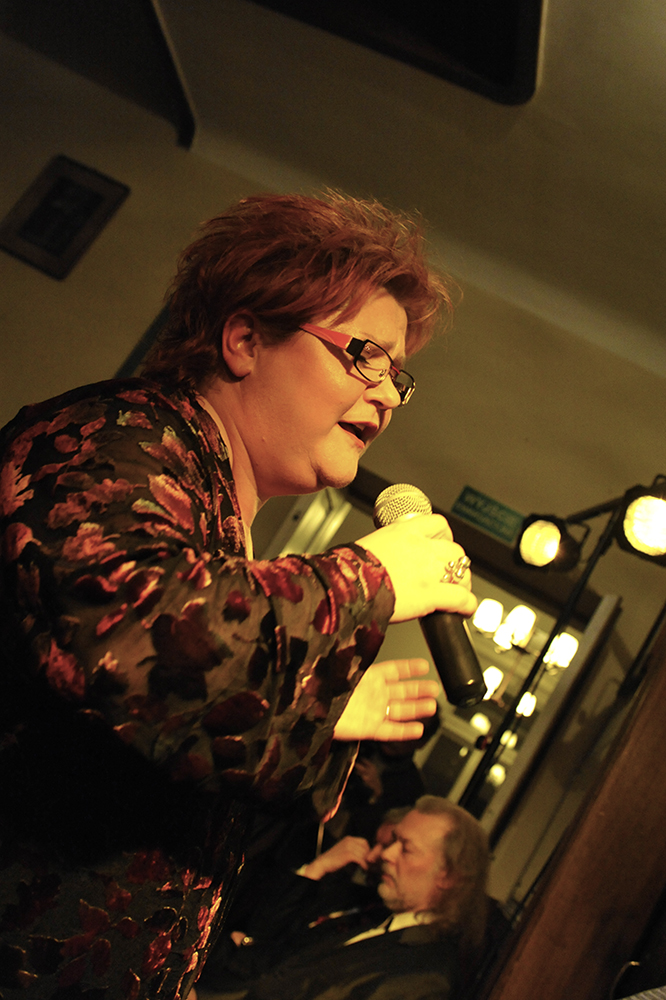
Lora Szafran (2010)

Lora Szafran (* 24. Juli 1960 in Krosno) ist eine polnische Sängerin; sie gilt als eine der herausragendsten polnischen Jazzvokalisten, ist aber auch im Bereich der Popmusik erfolgreich.

## Wirken
Szafran schloss 1986 ihr Studium an der Abteilung für Jazz- und Popmusik an der Musikakademie Katowice mit Auszeichnung ab. Als Studentin arbeitete sie mit der Fusionband Walk Away zusammen. 1984 gewann sie den ersten Preis beim Internationalen Treffen der Jazzvokalisten in Zamość.
Ab 1988 arbeitete sie mit der akustischen Jazzformation New Presentation. Mit dieser Gruppe veröffentlichte sie zwei Platten: Lonesome Dancer (ausgezeichnet als Jazzplatte des Jahres 1989) und You've Changed (1993). Szafran nahm auch an internationalen Popsong-Festivals teil. Sie gewann beispielsweise den Grand Prix des Sopot Festivals 1990. Das Ergebnis ihrer Tätigkeit in der Popmusik sind die beiden Schallplatten W górę głowa (1991) und Tylko Chopin (1994).
Im Jahr 2003 veröffentlichte sie das Album Śpiewnik Nahornego, das die populärsten Kompositionen des Komponisten und Pianisten Włodzimierz Nahorny versammelte. 2005 begann Lora die Zusammenarbeit mit dem Vokaltrio Big Stars, trat bei den Gesangsfestivals von Opole und Sopot auf und gewann den dritten Preis in Sopot (2006). 2007 veröffentlichte sie gemeinsam mit dem Sänger Bogdan Hołownia das Album Droga do Ciebie, das Jazz-Interpretationen polnischer Standards von Wasowski & Przybora enthält.
2012 veröffentlichte Szafran das Album Sekrety Życia Według Leonarda Cohena, auf dem sie Songs von Leonard Cohen in polnischen Übersetzungen präsentierte. Dieses wurde in Polen mit Gold ausgezeichnet. Im Folgejahr erschien ihr Album Nad Ranem mit Liedern, die Seweryn Krajewski, Michał Urbaniak, Miłosz Wośko und Tomek Krawczyk für sie zu Texten von Jonasz Kofta, Andrzej Poniedzielski, Adam Nowak, Dariusz Dusza und Piotr Brymas geschaffen haben.